# MTOR
مولکولِ هدفِ راپامایسین در پستانداران (انگلیسی: The mammalian target of rapamycin) که بیشتر با نام «اِم‌تُـر» (mTOR) شناخته می‌شود یک آنزیم کیناز است که در انسان توسط ژن «MTOR» کُدگذاری می‌شود. این آنزیم عضوی از کینازهای وابسته به فسفاتیدیل‌اینوزیتول ۳-کیناز در خانوادهٔ پروتئین کینازها است.
mTOR به پروتئین‌های دیگر متصل می‌شود و جزء اصلی دو کمپلکس پروتئینی متمایز به نام‌های mTORC1 و mTORC2 است که در تنظیم فرآیندهای گوناگون سلولی نقش دارند. به‌طور مشخص، این پروتئین عملکردی همچون پروتئین کیناز اختصاصی سرین/ترئونین دارد که در تنظیم رشد سلولی، تکثیر سلولی، حرکت سلولی، بقای سلولی، بیوسنتز پروتئین، خودخواری و رونویسی ژنی دخالت دارد. به عنوان یک جزء اصلی mTORC2، پروتئین mTOR همچنین نقشی چون یک تیروزین کیناز ایفا می‌کند که باعث فعال شدن گیرنده‌های انسولین و گیرنده فاکتور رشد ۱ شبه‌انسولین می‌گردد. mTORC2 در  کنترل و نگهداری ریزرشته‌های اَکتینی دیوارهٔ سلول نیز مؤثر است.

## کشف

### راپا نوئی (جزیرهٔ ایستر - شیلی)
تاریخچهٔ پژوهش‌های مرتبط با این پروتئین در دهه ۱۹۶۰ با یک سفر اکتشافی به جزیره ایستر (که ساکنان بومی‌اش آنرا «راپا نوئی» می‌خوانند) آغاز شد که هدفش شناسایی محصولات طبیعی در گیاهان و خاک، با امکانِ بالقوۀ درمانی بود. در سال ۱۹۷۲، «سورن سیگال» مولکول کوچکی در باکتری «استرپتومایسس هیگروسکوپیکوس» خاک را شناسایی و تلخیص کرد که خواص قوی ضد قارچی داشت. او نام این ماده را «راپامایسین» نهاد که اشاره ای به محل کشف و فعالیت اصلی آن بود. (سیگال و همکاران، ۱۹۷۵). با این حال، آزمایش‌های اولیه نشان داد که راپامایسین همچنین دارای فعالیت ضد سرطانی قوی و سرکوب‌کننده دستگاه ایمنی و خواص کشندگی یاخته‌ای است. راپامایسین در ابتدا مورد توجه صنعت داروسازی قرار نگرفت تا اینکه در دهه ۱۹۸۰، شرکت داروسازی آمریکایی وایت-آیرست از تلاش‌های سیگال برای بررسی بیشتر تأثیر راپامایسین بر سیستم ایمنی استقبال کرد. این موضوع در نهایت منجر به تأیید این دارو توسط سازمان غذا و داروی آمریکا به عنوان یک سرکوب‌کننده سیستم ایمنی پس از انجام پیوند کلیه شد.

### تاریخچه بعدی
کشف این مولکول مهم حاصلِ پژوهش‌های مستقل و جداگانه‌ای بر روی محصول طبیعی راپامایسین توسط جوزف هایتمن، رائو مووا و مایکل ان. هال؛ دیوید ام. ساباتینی، هدیه ارجمند-بروماژ، ماری لوئی، پل تمپست و سالومون اچ. اسنایدر؛ و کَندیس سِـیبرز، مری ام. مارتین، گرگوری جی. برون، جوزی ام. ویلیامز، فرنسیس دومون، گرگوری ویدرشت و رابرت تی. آبراهام بود. در سال ۱۹۹۳، رابرت کافرکی، جورج لیوای و همکاران؛ و ژانت کونتس، مایکل ان. هال و همکاران به‌طور مستقل ژن‌هایی را که واسطه سمیت راپامایسین بر روی قارچ‌ها هستند، شبیه‌سازی کردند که به عنوان کلی ژن‌های TOR/DRR شناخته می‌شوند. با این حال، هدفِ مولکولیِ کمپلکس ترکیبی اف‌کی‌بی‌پی۱۲-راپامایسین در پستانداران شناخته نشده باقی ماند. در سال ۱۹۹۴، پژوهشگرانی که در آزمایشگاه‌های استوارت شریبر، سالومون اچ. اسنایدر و رابرت تی. آبراهام کار می‌کردند، به‌طور جداگانه، پروتئینی را کشف کردند که مستقیماً با کمپلکس اف‌کی‌بی‌پی۱۲-راپامایسین تعامل داشت که به دلیل همسانی آن با TOR/DRR مخمر، به mTOR معروف شد.
راپامایسین فعالیت قارچ را در فاز G1 چرخه سلولی متوقف می‌کند. در پستانداران، با متوقف کردن گذار چرخۀ سلولی از فاز G1 به فاز S در لنفوسیت‌های تی، سیستم ایمنی را سرکوب می‌شود؛ بنابراین، از آن به عنوان یک داروی سرکوب‌کننده سیستم ایمنی پس از پیوند عضو استفاده می‌شود. علاقه به راپامایسین در سال ۱۹۸۷ به‌دنبالِ کشف یک محصول طبیعی سرکوبگر سیستم ایمنی به نام تاکرولیموس دوباره شدت گرفت. در سال‌های ۱۹۸۹ و ۱۹۹۰، مشخص شد که تاکرولیموس و راپامایسین به ترتیب موجب مهار گیرنده لنفوسیت تی (TCR) و مسیرهای سیگنالینگ گیرنده اینترلوکین ۲ می‌شوند. این دو محصول طبیعی برای کشف پروتئین‌های اتصال‌دهنده تاکرولیموس و راپامایسین، از جمله اف‌کی‌بی‌پی۱۲، و همچنین ارائه شواهدی برای بروز «جهش‌های کارکردزا» به کار رفت که نشان می‌داد ترکیبات اف‌کی‌بی‌پی۱۲-تاکرولیموس و اف‌کی‌بی‌پی۱۲-راپامایسین ممکن است از طریق مکانیسم‌های «کارکردزا» که عملکردهای سلولی مشخصی را هدف قرار می‌دهند، عمل کنند. این پژوهش‌ها شامل مطالعات بسیار مهمی توسط فرانسیس دومون و نولان سیگال در مِـرک بود که نشان داد تاکرولیموس و راپامایسین به‌عنوان آنتاگونیست متقابل رفتار می‌کنند. این مطالعات اف‌کی‌بی‌پی۱۲ را به عنوان یک هدف احتمالی راپامایسین مطرح کردند، اما در ضمن پیش‌بینی کردند که این کمپلکس ترکیبی ممکن است با عنصر دیگری از یک آبشار مکانیکی تعامل داشته باشد.
در سال ۱۹۹۱ مشخص شد که  احتمالا کلسی‌نورین، مولکول هدفِ «اف‌کی‌بی‌پی۱۲-اف‌کی۵۰۶» است. مولکول هدفِ اف‌کی‌بی‌پی۱۲-راپامایسین همچنان نامعلوم بود تا اینکه مطالعات ژنتیکی و مولکولی در مخمر نشان داد اف‌کی‌بی‌پی۱۲ مولکول هدف راپامایسین است. در سال‌های ۱۹۹۱ و ۱۹۹۳ مشخص شد پروتئین‌های TOR1 و TOR2، اهداف کمپلکس اف‌کی‌بی‌پی۱۲-راپامایسین هستند، و پس از آن در سال ۱۹۹۴ چندین گروه از دانشمندان به‌طور مستقل کشف کردند، «mTOR کیناز» هدف مستقیم اف‌کی‌بی‌پی۱۲-راپامایسین در بافت‌های پستانداران است. تجزیه و تحلیل توالی mTOR نشان داد که این مولکول، اُرتولوگ مستقیم پروتئین‌های کدگذاری شده توسط ژن‌های TOR1 و TOR2 در مخمرهاست که جوزف هایتمن، رائو مووا و مایکل ان. هال در اوت ۱۹۹۱ و مه ۱۹۹۳ شناسایی کرده بودند. جورج لیوی و همکارانش نیز بعدها و به‌طور مستقل در مقاله‌هایی که در اکتبر ۱۹۹۳ منتشر شد، همان ژن‌ها را گزارش کردند که آنها را ژن‌های مقاومت غالب راپامایسین ۱ و ۲ (DRR1 و DRR2) نامیدند.
این پروتئین که اکنون mTOR نامیده می‌شود، در ابتدا توسط استوارت شریبر، FRAP و توسط دیوید ام. ساباتینی RAFT1 نامگذاری شده بود. به دلیل گیج‌کننده بودن این نام گذاری‌های متعدد، عنوانِ mTOR، که نخستین بار توسط «رابرت تی. آبراهام» استفاده شده بود، به‌طور فزاینده‌ای توسط جامعه دانشمندانی که بر روی مسیرهای پیام رسانی mTOR در سلول‌ها کار می‌کردند، برای نامیدن این پروتئین به کار گرفته شد تا ادای احترامی هم به مولکول اولیهٔ TOR مخمر باشد که توسط هایتمن، مووا و هال کشف شده بود. این مولکول در بازل سوئیس کشف شد و واژه TOR در آلمانی به معنای «دروازه» است و شهر بازل زمانی توسط دیوارهای بلندی با ۴ دروازه ورودی به داخل شهر احاطه شده بود. در سال ۲۰۰۹ میلادی، کمیته نام‌گذاری ژن هوگو به‌طور رسمی نام اف‌کی‌بی‌پی۱۲ را به mTOR (به معنای «هدف مکانیکی راپامایسین») تغییر دارد.
کشف TOR و شناسایی mTOR پس از آن، دری را به روی مطالعه مولکولی و فیزیولوژیکی سلولی باز کرد که امروزه «مسیر mTOR» نامیده می‌شود و تأثیر فراوانی بر رشد سریع حوزه زیست‌شناسی شیمیایی داشته است، جایی که مولکول‌های کوچک به عنوان کاوشگر زیستی استفاده می‌شوند.

## عملکرد
مولکول mTOR پیام‌های دریافتیِ بالادست را تجمیع و ادغام می‌کند؛ از جمله سیگنال‌های مربوط به انسولین، فاکتورهای رشد، فاکتور رشد شبه انسولین ۱، فاکتور رشد شبه انسولین ۲ و آمینو اسیدها. این مولکول پروتئینی همچنین سطح مواد مغذی، اکسیژن و انرژی سلولی را حس می‌کند. مسیر mTOR یکی از تنظیم‌کننده اصلی سوخت‌وساز و فیزیولوژی پستانداران است و نقش مهمی در عملکرد بافت‌ها از جمله کبد، ماهیچه، بافت چربی سفید و قهوه‌ای و مغز دارد و در جریان برخی بیماری‌های انسان همچون دیابت، چاقی، افسردگی، و برخی انواع سرطان دچار بی‌نظمی است. راپامایسین با اتصال به گیرنده درون سلولی mTOR به نام «FKBP12» آنرا مهار می‌کند. کمپلکس ترکیبی FKBP12-راپامایسین مستقیماً به دومِـین پروتئینی FKBP12-راپامایسین (FRB) در مولکول mTOR متصل می‌شود و فعالیت آن را مهار می‌کند.

## مولکول‌های ترکیبی

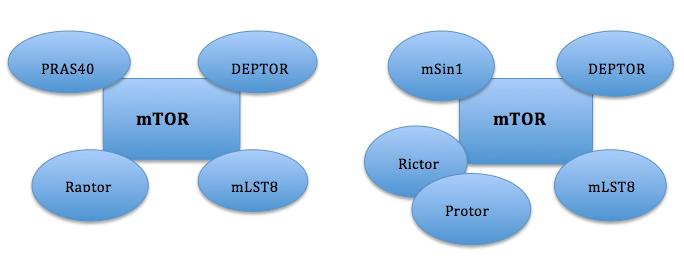
اجزای شماتیک کمپلکس mTOR: مولکول mTORC1 (چپ) و مولکول mTORC2 (راست). FKBP12، مولکول هدفِ بیولوژیکی که راپامایسین به آن متصل می‌شود، یک بخش پروتئین غیراجباری در ساختار mTORC1 است.

پروتئین mTOR زیرواحد کاتالیتیک دو کمپلکس ساختاری متمایز است: mTORC1 و mTORC2. این دو کمپلکس در بخش‌های مختلف درون سلولی قرار می‌گیرند، بنابراین بر فعال‌سازی و عملکرد آنها اثر می‌گذارند. mTORC1 پس از فعال شدن توسط RHEB، در کمپلکس ترکیبی تنظیم‌کننده-RAG در سطح لیزوزوم قرار می‌گیرد و سپس در حضور مقدار مشخصی از اسیدهای آمینه فعال می‌شود.

### mTORC1
کمپلکس 1 mTOR یا به اختصار mTORC1 ، از مولکول mTOR،  «پروتئین مرتبط با تنظیم‌گر» (RPTOR) ، «پروتئین ۸ کشنده با SEC13 در پستانداران» (MLST8) و اجزای غیر مرکزی AKT1S1 و DEPTOR تشکیل شده‌است. این کمپلکس به‌عنوان یک حسگر مواد مغذی/انرژی/اکسایش-کاهش عمل کرده و ساخت پروتئین را کنترل می‌کند. فعالیت mTORC1 توسط راپامایسین، انسولین، فاکتورهای رشد، اسید فسفاتیدیک، برخی آمینو اسیدها و مشتقات‌شان (مثلا لوسین و بتا-هیدروکسی بتا-متیل‌بوتیریک اسید)، محرک‌های مکانیکی و استرس اکسیداتیو تنظیم می‌شود.

### mTORC2
کمپلکس 2 mTOR یا به اختصار mTORC2 ، از مولکول mTOR،  «مولکول همراه mTOR غیرحساس به راپامایسین» (RICTOR) «پروتئین ۸ کشنده با SEC13 در پستانداران» (MLST8) و «پروتئین ۱ تعامل‌کننده با پروتئین کیناز فعال‌شونده با استرس در پستانداران» (MAPKAP1) تشکیل شده‌است. این کمپلکس نقش مهمی در تنظیم ریزرشته‌های اکتین از طریق تحریک رشته‌های اف-اکتین، پاکسیلین، پروتئین مبدل RhoA و همچنین RAC1، سی‌دی‌سی۴۲ و پروتئین کیناز سی آلفا (PKCα) دارد. کمپلکس 2 mTOR همچنین موجب فسفریلاسیون پروتئین کیناز بی (نوعی پروتئین کیناز اختصاصی سرین/ترئونین) در ریشهٔ سرینی شمارهٔ ۴۷۳ شده و بدین ترتیب سوخت‌وساز سلول و بقای آنرا تحت تأثیر قرار می‌دهد. عمل اخیر سبب می‌شود پروتئین کیناز بی بر روی ریشهٔ ترئونین شمارهٔ ۳۰۸ هم توسط آنزیم کیناز ۱ وابسته به فسفواینوزیتید فسفریله و کاملاً فعال شود. علاوه بر تمام اینها، این کمپلکس مولکولی خواصی شبیه به تیروزین کیناز از خود نشان می‌دهد و گیرنده فاکتور رشد ۱ شبه‌انسولین را بر روی تیروزین ۱۱۳۱/۱۱۳۶ و گیرنده انسولین را روی ۱۱۴۶/۱۱۵۱ فسفریله کرده و هردوی این گیرنده‌ها را فعال می‌کند.

### مهار توسط راپامایسین
راپامایسین کمپلکس 1 mTOR را مهار می‌کند و به نظر می‌رسد که بیشتر اثرات مفید دارو (از جمله افزایش طول عمر در مطالعات حیوانی)  ناشی از این عمل است. راپامایسین اثر پیچیده تری بر mTORC2 دارد و تنها در انواع خاصی از سلول‌ها و در صورت مواجهه طولانی‌مدت، آن را مهار می‌کند. اختلال در کمپلکس 2 mTOR باعث ایجاد علائم شبه دیابتی همانند کاهش تحمل گلوکز و عدم حساسیت به انسولین می‌گردد.

## آزمایش‌های تجربی حذف ژن
مسیر پیغام‌دهی کمپلکس mTORC2 به اندازهٔ مسیر پیغام‌دهی کمپلکس mTORC1 شناخته شده نیست. عملکرد اجزای کمپلکس‌های mTORC با استفاده از القای کاهش بیان ژن یا سرکوب ژن مورد مطالعه قرار گرفته‌است و مشخص شد که فنوتیپ‌های زیر را ایجاد می‌کند:
- NIP7: کاهش بیان این ژن، فعالیت mTORC2 را کاهش داد که با کاهش فسفوریلاسیون سوبستراهای آن تظاهر می‌یابد.[۴۸]
- RICTOR: بیان بیش از حد این ژن، منجر به متاستاز می‌شود و کاهش بیان آن سبب مهار ساخت «فاکتور رشد القاشونده با فسفریلاسیون پروتئین کیناز سی» می‌گردد.[۴۹] حذف ساختاری این ژن در موش‌ها منجر به مرگ آنها در دوران جنینی می‌شود،[۵۰] در حالی که حذف آن در یک بافت خاص منجر به بروز فنوتیپ‌های گوناگون می‌گردد. یک فنوتیپ رایجِ حذف این ژن در کبد، بافت چربی سفید و سلول‌های بتای پانکراس، عدم تحمل گلوکز و مقاومت به انسولین در یک یا چند بافت است.[۴۷][۵۱][۵۲][۵۳] کاهش بیان این ژن همچنین در موش‌های مذکر (و نه موش‌های مؤنث) باعث کاهش طول عمر می‌شود.[۵۴]
- mTOR: مهار کمپلکس mTORC1 و کمپلکس mTORC2 توسط [۲-(۴-آمینو-۱-ایزوپروپیل-۱اچ-پیرازولو[۳٬۴-دی]پیریمیدین-۳-ئیل)-۱اچ-ایندول-۵-ئول] (PP242) منجر به خودخواری و آپوپتوز می‌گردد. مهار کمپلکس mTORC2 به تنهایی توسط همین مولکول، از فسفریلاسیون جایگاه سرین-۴۷۳ در پروتئین کیناز بی جلوگیری کرده و چرخه سلول را در فاز G1 متوقف می‌کند.[۵۵] کاهش بیان ژن mTOR در موش به میزان قابل توجهی طول عمر آن را افزایش می‌دهد.[۵۶]
- PDK1: سرکوب این ژن، مرگبار است. آلل های هایپومورفیک موجب کوچک ماندن اندازه اعضاء بدن و اندازۀ جاندار می شود، اما فعال‌سازی پروتئین کیناز بی طبیعی باقی می‌ماند.[۵۷]
- AKT: سرکوب این ژن در موش‌ها سبب آپوپتوز خودبه‌خود (AKT1)، دیابت شدید (AKT2)، کوچک ماندن مغز (AKT3) و عقب‌ماندگی رشدی (AKT1/AKT2) می‌شود.[۵۸] موش‌های هتروزیگوت برای AKT1 به میزان قابل توجهی عمر طولانی تری دارند.[۵۹]
- TOR1: که ارتولوگ کمپلکس mTORC1 در ساکارومایسس سرویزیه است، تنظیم‌کننده سوخت‌وساز کربن و نیتروژن است. گونه‌های TOR1 KO هم پاسخ به نیتروژن و همچنین در دسترس بودن کربن را تنظیم می‌کنند که یکی از ترارسان‌های بسیار مهم مخمرها محسوب می‌شوند.[۶۰][۶۱]

## اهمیت بالینی

### پیری

مسیر پیام‌دهی (سیگنالینگ) مولکول mTOR. منبع:[https://web.archive.org/web/20120718004204/http://www.betz.lu/index.php/2009/01/08/mtor-pathway-2009?blog=6

در مطالعات آزمایشگاهی، کاهش فعالیت TOR، سبب افزایش طول عمر ساکارومایسس سرویزیه، کرم الگانس و مگس سرکه شده‌است. ثابت شده داروهای بازدارنده mTOR همچون راپامایسین موجب افزایش طول عمر موش‌ها می‌شوند.
گمان می‌رود که برخی رژیم‌های غذایی، مانند محدودیت کالری و محدودیت متیونین، با کاهش فعالیت mTOR ، سبب افزایش طول عمر ‌شوند. برخی از پژوهش‌ها نشان داده‌اند که سیگنال دهی mTOR ممکن است دست‌کم در بافت‌های خاص مانند بافت چربی در دوران پیری افزایش یابد و راپامایسین می‌تواند تا حدی جلوی آنرا بگیرد. یک نظریه جایگزین این است که سیگنال‌دهی mTOR نمونه‌ای از چندنمودی آنتاگونیستی است و در حالی که سیگنال‌دهی زیادِ mTOR در اوایل زندگی مطلوب است، سطح آن در سنین بالا به‌طور نامطلوبی بالا می‌ماند. کاهش دادن کالری غذایی و محدودیت دریافت متیونین ممکن است تا حدی با محدود کردن سطوح اسیدهای آمینه ضروری از جمله لوسین و متیونین که فعال‌کننده‌های قوی mTOR هستند، عمل کنند. ثابت شده که تجویز لوسین به درون مغز موش، سبب کاهش مصرف غذا و وزن بدن از طریق فعال شدنِ مسیر mTOR در هیپوتالاموس می‌شود.
طبق نظریه رادیکال‌های آزاد پیری، گونه‌های فعال اکسیژن باعث آسیب به پروتئین‌های میتوکندری و کاهش تولید ATP می‌شوند. متعاقباً، از طریق AMPK حساس به ATP، مسیر mTOR مهار می‌شود و سنتز پروتئین مصرف‌کننده ATP نیز کاهش می‌یابد، چرا که کمپلکس mTORC1 یک آبشار فسفوریلاسیون را آغاز می‌کند که ریبوزوم را فعال می‌کند. از این رو، نسبت پروتئین‌های آسیب‌دیده افزایش می‌یابد. علاوه بر اینها، اختلال در mTORC1 مستقیماً زنجیره انتقال الکترون را مهار می‌کند. این بازخوردهای مثبت در روند پیری با مکانیسم‌های محافظتی خنثی می‌شوند: کاهش فعالیت mTOR ،(در کنار عوامل دیگر) ، حذف اجزای سلولی ناکارآمد از طریق خودخواری را افزایش می‌دهد.
مولکول mTOR یک آغازگر کلیدی فنوتیپ ترشحی مرتبط با پیری (SASP) است. اینترلوکین ۱ آلفا در سطح سلول‌های پیر یافت می‌شود که در آنجا به سبب دریافتِ یک بازخورد مثبت به همراه NF-κB، به تولید فاکتورهای SASP کمک می‌کند. فرایند ترجمه آران‌ای پیام‌رسان برای اینترلوکین ۱ آلفا به شدت به فعالیت mTOR وابسته است. فعال شدن mTOR ، سطح اینترلوکین ۱ آلفا را افزایش می‌دهد که این کار با واسطۀ پروتئین MAPKAPK2 انجام می‌شود. مهار پروتئین ZFP36L1 توسط mTOR ، از تجزیهٔ رونوشت‌های اجزای متعدد فاکتورهای SASP توسط این پروتئین جلوگیری می‌کند.

### سرطان
بیش‌فعالی پیام‌رسانی mTOR به میزان قابل توجهی به شروع و توسعه تومورها کمک می‌کند و مشخص شده که فعالیت mTOR در بسیاری از انواع سرطان از جمله سرطان پستان، پروستات، ریه، ملانوم، مثانه، مغز و کارسینوم کلیه از تنظیم خارج می‌شود. دلایل متعددی برای این بیش‌فعالی وجود دارد. از جمله شایع‌ترین جهش‌ها در ژن PTEN است که یک ژن سرکوبگر تومور است. «PTEN فسفاتاز» از طریق تداخل اثر با PI-3K، که یک مولکول بالادستِ mTOR است، بر سیگنال‌دهی mTOR اثر منفی می‌گذارد. علاوه بر این، فعالیت mTOR در بسیاری از سرطان‌ها در نتیجه افزایش فعالیت فسفواینوزیتید ۳-کیناز یا پروتئین کیناز بی از تنظیم خارج می‌شود. به‌طور مشابه، بیانِ بیش از حد مولکول‌های پایین دستی mTOR همچون EIF4EBP1، پی۷۰-اس۶ کیناز ۱ و EIF4E منجر به پیش آگهی بد سرطان می‌شود. همچنین، جهش در پروتئین‌های توبروس اسکلروزیس که فعالیت mTOR را مهار می‌کند، ممکن است منجر به شرایطی به نام کمپلکس توبروس اسکلروزیس شود که به صورت ضایعات خوش‌خیم  تظاهر می‌یابد و خطر بروز سرطان سلول‌های کلیوی را افزایش می‌دهد.
افزایش فعالیت mTOR به دلیل تأثیر آن بر ساخت پروتئین، باعث پیشرفت چرخه تقسیم سلولی و افزایش تکثیر آنها می‌شود. علاوه بر این، mTOR فعال، به‌طور غیرمستقیم با مهار خودخواری، سبب افزایش رشد تومور می‌گردد. mTOR فعال‌شده با افزایش ترجمه HIF1A و کمک به رگ‌زایی به‌طور مؤثری به تأمین اکسیژن و مواد مغذی سلول‌های سرطانی کمک می‌کند. mTOR همچنین به سازگاری متابولیکی دیگری تحت عنوانِ «فعال کردن متابولیسم گلیکولیتیک در سلول‌های سرطانی» در افزایش سرعت رشد آنها نقش دارد. -. آنزیم AKT2 که سوبسترای mTOR (به‌ویژه mTORC2) است، بیان آنزیم گلیکولیتیک PKM2 را افزایش می‌دهد و در نتیجه به نحوی در «اثر واربورگ» شرکت دارد.

### اختلالات سیستم عصبی مرکزی / عملکرد مغز

#### اوتیسم
mTOR در ناکامی مکانیسم «هَـرَس سیناپسی» (حذف زوائد) سیناپس‌های تحریکی در اختلالات طیف اوتیسم نقش دارد.

#### بیماری آلزایمر
سیگنال دهی mTOR از جنبه‌های مختلف با آسیب‌شناسی بیماری آلزایمر (AD) در ارتباط است و نقش بالقوه آن را به عنوان عاملی مؤثر در پیشرفت بیماری نشان می‌دهد. به‌طور کلی، یافته‌های موجود کنونی، بیش‌فعالی پیام‌دهی mTOR را در مغزهای افراد مبتلا به بیماری آلزایمر نشان می‌دهد. برای مثال، مطالعات پس از مرگ بر روی مغزهای گرفتار آلزایمری در انسان، اختلال در تنظیم مولکول‌های پی‌تی‌ئی‌ان، پروتئین کیناز بی، اس۶کی، و mTOR رانشان می‌دهد. به نظر می‌رسد که سیگنال‌دهی mTOR ارتباط نزدیکی با حضور پروتئین‌های آمیلوئید بتا (Aβ) و پروتئین تاو محلول دارد که به ترتیب دو نشانۀ بیماری، یعنی «پلاک‌های آمیلوئیدی» و «گره‌های عصبی فیبریلاری» را تشکیل می‌دهند. مطالعات آزمایشگاهی نشان داده‌اند که آمیلوئید بتا یک فعال‌کننده مسیر «PI3K/AKT/mTOR» است که به نوبه خود mTOR را فعال می‌کند. علاوه بر این، افزودن پروتئین‌های آمیلوئید بتا به سلول‌های N2K، بیان پی۷۰اس۶کی را افزایش می‌دهد، که یک مولکول پایین‌دستی mTOR است که در نورون‌ها بیشتر بیان می‌شود و در نهایت «گره‌های نوروفیبریلاری» ایجاد می‌کنند. فعالیت mTOR در سلول‌های تخمدان همستر چینی ترافرست شده با جهش «۷پی‌ای۲» آلزایمر ارثی، در مقایسه با گروه شاهد بیشتر است و بیش‌فعالی را می‌توان با استفاده از یک مهارکننده گاما سکرتاز مسدود کرد. این مطالعات آزمایشگاهی در محیط کشت نشان می‌دهد که افزایش غلظت پلاک‌های آمیلوئیدی بتا باعث افزایش سیگنال دهی mTOR می‌شود. با این حال به نظر می‌رسد غلظت‌های سیتوتوکسیک و بسیار بالای آمیلوئید بتا سبب کاهش پیام‌دهی mTOR می‌گردد.
مطابق با داده‌های به‌دست آمده در شرایط آزمایشگاهی، فعالیت mTOR و «ـپی۷۰-اس۶کی فعال‌شده» به‌طور قابل توجهی در قشر و هیپوکامپ مدل‌های حیوانی مبتلا به آلزایمر، در مقایسه با گروه کنترل ، افزایش یافته‌است. حذف فارماکولوژیک یا ژنتیکی آمیلوئید بتا در مدل‌های حیوانی مبتلا به آلزایمر اختلال در فعالیت طبیعی mTOR را برطرف می‌کند که دخالت مستقیم آمیلوئید بتا در سیگنال‌دهی mTOR را ثابت می‌کند. علاوه بر این، با تزریق الیگومرهای آمیلوئید بتا به هیپوکامپ موش‌های طبیعی، بیش فعالی mTOR مشاهده می‌شود. به نظر می‌رسد که اختلالات شناختی مشخصهٔ آلزایمر توسط فسفوریلاسیون مولکول پی‌آراِی‌اس-۴۰ ایجاد می‌شود که از mTOR جدا می‌شود و به بیش فعالی آن منجر می‌گردد. مهار فسفوریلاسیون پی‌آراِی‌اس-۴۰ از بیش فعالی mTOR ناشی از پروتئین آمیلوئید بتا جلوگیری می‌کند. با توجه به این یافته‌ها، به نظر می‌رسد مسیر سیگنالینگ mTOR یکی از مکانیسم‌های سمیت ناشی از پروتئین آمیلوئید بتا در بیماری آلزایمر باشد.
هیپرفسفوریلاسیون پروتئین‌های تاو و تبدیل به رگه‌های نوروفیبریلاری یکی از مشخصه‌های بیماری آلزایمر است. نشان داده شده‌است که فعال‌سازی پی۷۰اس۶کی از طریق افزایش فسفوریلاسیون و کاهش دِفسفوریلاسیون، باعث ایجاد گره‌خوردگی و همچنین بیش فعالی mTOR می‌شود. همچنین پیشنهاد شده‌است که mTOR با افزایش ترجمه تاو و سایر پروتئین‌ها به آسیب‌خوردگی پروتئین‌های تاو کمک می‌کند.
شکل‌پذیری سیناپسی یک عامل کلیدی در «یادگیری» و «حافظه» است، دو فرآیندی که در بیماران مبتلا به آلزایمر به‌شدت مختل می‌شوند. کنترل ترجمه، یا حفظ هموستاز پروتئین، برای انعطاف و شکل‌پذیری عصبی ضروری است و این کار توسط mTOR تنظیم می‌شود. به نظر می‌رسد، هم تولید بیش از حد پروتئین و هم تولید کم آن از طریق فعالیت mTOR سبب بروز اختلال در یادگیری و حافظه می‌شود. علاوه بر این، با توجه به اینکه کمبودهای ناشی از بیش‌فعالی mTOR را می‌توان از طریق درمان با راپامایسین کاهش داد، این امکان وجود دارد که mTOR از طریق شکل‌پذیری سیناپسی نقش مهمی بر عملکرد شناختی ایفا کند. شواهد بیشتر برای فعالیت mTOR در تخریب عصبی، برگرفته از یافته‌های اخیر است که نشان می‌دهد eIF2α-پی که یک مولکول بالادستی مسیر mTOR است، از طریق مهار پایدار ترجمه، یکی از عوامل مرگ سلولی در بیماری‌های پریون است.
برخی شواهد به نقش mTOR در کاهش پاک‌سازی مولکول‌های آمیلوئید بتا نیز اشاره دارند. mTOR یک تنظیم‌کننده منفی خودخواری است؛ بنابراین، بیش‌فعالی در پیام‌رسانی mTOR باید پاکسازی آمیلوئید بتا را در مغز بیماران مبتلا به آلزایمر کاهش دهد. اختلالات در خودخواری ممکن است یک دلیل بالقوه بیماری‌زایی در اختلالات «تاشدگی نادرست پروتئین» از جمله آلزایمر باشد. پژوهش با استفاده از موش‌های مبتلا به بیماری هانتینگتون نشان می‌دهد که درمان با راپامایسین، پاک‌سازی رسوبات هانتینگتونی را تسهیل می‌کند و شاید همین درمان، در پاک‌سازی رسوبات آمیلوئید بتا نیز مفید باشد.

### بیماری لنفوپرولیفراتیو
بیش‌فعالی مسیرهای mTOR، در برخی بیماری‌های لنفوپرولیفراتیو مانند «سندرم لنفوپرولیفراتیو خودایمنی» (ALPS)، «بیماری کسلمن چند کانونی» و «اختلال لنفوپرولیفراتیو پس از پیوند» (PTLD) شناسایی شده‌است.

### ساخت پروتئین و رشد سلولی
فعال شدن mTORC1 برای ساخت پروتئین ماهیچه‌های میوفیبریلار و هیپرتروفی ماهیچه‌های اسکلتی در انسان در پاسخ به تمرین بدنی و مصرف اسیدهای آمینه خاص یا مشتقات اسیدهای آمینه ضروری است. غیرفعال شدن مداوم پیام‌رسانی mTORC1 در عضله اسکلتی، موجب از دست رفتن تودۀ عضلانی و قدرت عضلات در جریان آتروفی عضلانی بر اثر افزایش سن، کاشکسی سرطان و آتروفی عضلانی ناشی از بی تحرکی و عدم فعالیت بدنی می‌شود. به نظر می‌رسد فعال‌سازی mTORC2 باعث رشد بیش از حد پی‌شاخه در سلول‌های ان۲ای تمایزیافتهٔ موش می‌شود. فعال‌سازی متناوب mTOR در نورون‌های قشر پیش‌پیشانی توسط بتا-هیدروکسی بتا-متیل‌بوتیریک اسید، افتِ مهارت‌های شناختی وابسته به سن را که با «هَـرَس دندریتیک» در حیوانات مرتبط است، مهار می‌کند، که این پدیده در انسان نیز مشاهده می‌شود.

### ارتباط آسیب لیزوزومی با  mTOR  و  پدیدۀ خودخواری سلولی
مولکول «mTORC1 فعال» بر روی لیزوزوم‌ها قرار دارد. اما هنگامی که غشای لیزوزومی توسط عوامل برون‌زا یا درون‌زا، مانند باکتری‌های مهاجم یا مواد شیمیایی نفوذپذیر به غشا که محصولات اسمزی فعال ایجاد می‌کنند، (این نوع آسیب را می‌توان با استفاده از پیش‌سازهای دی‌پپتیدی که در لیزوزوم پلیمریزه می‌شوند، مدل‌سازی کرد). انباشته‌های پروتئین آمیلوئید (به بخش بالا در مورد بیماری آلزایمر مراجعه کنید) و اجسام درون‌بندشدهٔ سیتوپلاسمی آلی یا معدنی شامل کریستال‌های اورات و  کریستال‌های سیلیس آسیب می‌بیند، mTORC1 مهار می‌شود. فرایند غیرفعال‌سازی mTOR به واسطهٔ غشای «لیزوزومی/اندوممبران» توسط یک کمپلکس پروتئینی به نام «گالتور» (GALTOR) انجام می‌شود. در مرکز مولکول «گالتور»، مولکول گالکتین-۸ وجود دارد، عضوی از لکتین‌های سیتوزولی متصل‌شونده به بتا-گالاکتوزید که گالکتین نامیده می‌شوند، و از طریق اتصال به گلیکان‌های داخلی غشای درونی لیزوزوم، آسیب غشایی آنها را تشخیص می‌دهد. به دنبال آسیب غشایی، گالکتین-۸، که به‌طور معمول با mTOR در شرایط هم‌ایستایی و تعادل است، دیگر با آن تعامل نمی‌کند، اما در عوض به SLC38A9، RRAGA/RRAGB و LAMTOR1 متصل می‌شود و عملکرد تبادل نوکلئوتید گوانین در کمپلکس تنظیم کننده-RAG (کمپلکس LAMTOR1-5) را مهار می‌کند.
به‌طور کلی mTOR یک تنظیم‌کننده منفی خودخواری است که در هنگام پاسخ به گرسنگی، که نوعی پاسخ متابولیک است، بهتر می‌توان آنرا مشاهده و بررسی کرد. با این حال، هنگام آسیب لیزوزومی، مهار mTOR، فرایند خودخواری را طی مراحلی فعال می‌کند، که منجر به فرآیندی دیگر به نام «لیزوفاژی» می‌شود که لیزوزوم‌های آسیب دیده را حذف می‌کند. در این مرحله یک گالکتین دیگر یعنی گالکتین-۳، با پروتئین TRIM16 تعامل می‌کند تا اتوفاژی انتخابی لیزوزوم‌های آسیب‌دیده را هدایت کند. مولکول TRIM16، آنزیم ULK1 و اجزای اصلی (بکلین ۱ و ATG16L1) سایر کمپلکس‌های مولکولی (بکلین ۱، VPS34، ALG14، ATG16L1، ATG5، ATG12) را جمع‌آوری می‌کند و باعث آغاز اتوفاژی می‌شود، بسیاری از آنها مستقیماً (مثل کمپلکس ترکیبی ULK1-ATG13) یا به‌طور غیرمستقیم مانند اجزای دسته ۳ فسفواینوزیتید ۳-کیناز (بکلین ۱، ATG14 و VPS34) تحت کنترل منفی mTOR هستند زیرا زمانی که مولکول ULK1 توسط mTOR مهار نمی‌شود، این ترکیبات مولکولی و اجزای آن به فعال سازی فسفریلاسیون توسط ULK1 وابسته هستند.
این اجزای محرک خودخواری که در بالا به آنها اشاره شد، از نظر فیزیکی و عملکردی با یکدیگر ارتباط و تعامل نزدیک دارند تا همه فرآیندهای لازم برای تشکیل خودخواری را مهیا کنند:
1. مجموعهٔ ترکیبی ULK1-ATG13-FIP200/RB1CC1 از طریق تعامل مستقیم میان FIP200/RB1CC1 و ATG16L1، با سازوارهٔ ترکیب LC3B/GABARAP ارتباط می‌یابد.[۱۳۹][۱۴۰][۱۴۱]
2. مجموعهٔ ترکیبی ULK1-ATG13-FIP200/RB1CC1 از طریق تعامل مستقیم میان دومین هورمای ATG13 و ALG14 به بکلین ۱-VPS34-ALG14 ارتباط دارد.[۱۴۲]
3. مولکول ATG16L1 با پروتئین WIPI2 تعامل می‌یابد و به فسفاتیدیل اینوزیتول ۳-فسفات می‌چسبد که محصول آنزیمی بکلین ۱-VPS34-ALG14 است.[۱۴۳]

بنابراین، غیرفعال سازی mTOR، که از طریق «گالتور» پس از آسیب لیزوزومی آغاز می‌شود، به علاوهٔ یک فعال‌شدگی همزمان AMPK از طریق گالاکتین-۹ (که آسیب غشای لیزوزومی را نیز تشخیص می‌دهد) و مستقیماً اجزای کلیدی خودخواری فهرست شده در بالا (ULK1، بکلین ۱) را فسفریله و فعال می‌کند و همچنین سبب غیرفعال شدن mTORC1 می‌شود، همگی دست در دست هم، امکان القای خودخواری شدید و حذف اتوفاژیک لیزوزوم‌های آسیب‌دیده را فراهم می‌آوردند.
علاوه بر اینها، چندین نوع رویداد یوبیکوتینی‌شدن  نیز همسو و تکمیل‌کننده فرآیندهای گالکتین‌محور هستند: یوبیکوتینی‌شدن TRIM16-ULK1-بکلین ۱، موجب پایداری این ترکیبات پیچیده شیمیایی می‌شود تا بتوانند سبب تحریک فعال‌سازی فرایند خودخواری (همانطور که در بالا توضیح داده شد) شوند. ATG16L1 میل اتصال ذاتی به یوبیکوتین دارد. در حالی که یوبیکوتینی‌شدن توسط «یوبیکوتین لیگاز اختصاصی FBXO27 مختص به گلیکوپروتئین» در چندین پروتئین غشایی آسیب‌دیده و گلیکوزیله‌شده لیزوزومی همچون LAMP1، LAMP2، GNS، تتراسپانین-۶، پروساپوسین، «پروتئین تراغشایی ۱۹۲» ممکن است از طریق گیرنده‌های خودخواری همچون پی۶۲/SQSTM1 که در جریان لیزوفاژی به‌خدمت گرفته می‌شوند، سبب آغاز لیزوفاژی شوند. البته احتمال دارد مکانیسم‌های کشف نشدهٔ دیگری هم در این فرایند نقش داشته باشند.

### اسکلرودرمی
اسکلرودرمی که با نام «اسکلروز سیستمیک» هم شناخته می‌شود، یک بیماری خودایمنی منتشر و مزمن است که با سخت شدن (اسکلرو) پوست (درما) مشخص می‌شود و در اشکال شدیدتر خود، اعضای داخلی بدن را هم تحت تأثیر قرار می‌دهد. mTOR در بیماری‌های فیبروزی و خودایمنی نقش دارد و مسدود کردن مسیر پیام‌رسانی mTORC به عنوان روشی درمانی برای اسکلرودرمی در دست پژوهش و بررسی است.

## مهارکننده‌های mTOR جهت مصارف درمانی

### پیوند عضو
در حال حاضر، مهارکننده‌های mTOR، همچون راپامایسین، برای جلوگیری از رد پیوند استفاده می‌شود.

### بیماری‌های ذخیره گلیکوژن
برخی از مقالات گزارش کردند که راپامایسین می‌تواند mTORC1 را مهار کند؛ به‌طوری که فسفوریلاسیون آنزیم «گلیکوژن سنتاز» را می‌توان از این طریق در ماهیچه‌های اسکلتی افزایش داد. این کشف، نویدبخش یک رویکرد درمانی جدید بالقوه برای بیماری‌های ذخیره گلیکوژن است که منجر به تجمع گلیکوژن در ماهیچه‌ها می‌شوند.

### ضد سرطان
دو داروی مهارکنندۀ اصلی mTOR وجود دارد که در درمان سرطان‌های انسانی استفاده می‌شود، تمسیرولیموس و تمسیرولیموس. مهارکننده‌های mTOR در درمان انواع بدخیمی‌ها، از جمله کارسینوم سلول کلیوی (تمسیرولیموس و اورولیموس) و سرطان لوزالمعده و سرطان پستان (اورولیموس) استفاده شده‌اند. مکانیسم دقیق اثر این داروها مشخص نیست، اما تصور می‌شود که با اختلال در رگ‌زایی تومور و ایجاد اختلال در انتقال چرخهٔ تقسیم سلولی از فاز G1 به فاز S عمل می‌کنند.

### ضد پیری
مهارکننده‌های mTOR ممکن است برای درمان/پیشگیری از چندین بیماری مرتبط با افزایش سن، از جمله بیماری‌های تخریب‌کننده اعصاب مرکزی همچون آلزایمر و پارکینسون مفید باشند. در یک پژوهش، افراد مسن (۶۵ و بالاتر) پس از درمان کوتاه‌مدت با داکتولیسیب و اورولیمس تعداد عفونت‌های کمتری در طول یک سال داشتند.
گزارش شده که چندین مادهٔ طبیعی، از جمله اپی‌گالوکتشین گالات (EGCG)، کافئین، کورکومین، بربرین، کوئرستین، رسوراترول و تروستیلبن، وقتی روی سلول‌های منفرد در محیط کشت اعمال شوند، mTOR را مهار می‌کنند. با وجود نتایج دلگرم‌کننده در حیواناتی مانند مگس سرکه و موش، هنوز هیچگونه شواهدی علمی باکیفیتی وجود ندارد که نشان دهد این مواد، سیگنال‌دهی mTOR را مهار می‌کنند یا در صورت مصرف به عنوان مکمل غذایی توسط انسان، طول عمر را افزایش می‌دهند. پژوهش‌های متعددی در حال انجام است.

## تعامل‌های شیمیایی
ثابت شده که پروتئین mTOR با مولکول‌های زیر تعامل پروتئین-پروتئین دارد:
- ABL1[۱۶۲]
- AKT1[۴۵][۱۶۳][۱۶۴]
- IGF-IR[۱۱]
- InsR[۱۱]
- CLIP1[۱۶۵]
- EIF3F[۱۶۶]
- EIF4EBP1[۳۸][۱۶۷][۱۶۸][۱۶۹][۱۷۰][۱۷۱][۱۷۲][۱۷۳]
- FKBP1A[۱۲][۴۳][۱۷۴][۱۷۵][۱۷۶][۱۷۷]
- GPHN[۱۷۸]
- KIAA1303[۱۲][۳۸][۴۲][۴۳][۷۵][۱۶۷][۱۶۸][۱۶۹][۱۷۹][۱۸۰][۱۸۱][۱۸۲][۱۸۳][۱۸۴][۱۸۵][۱۸۶][۱۸۷][۱۸۸][۱۸۹][۱۹۰]
- PRKCD[۱۹۱]
- RHEB[۱۷۰][۱۹۲][۱۹۳][۱۹۴]
- RICTOR[۱۲][۴۲][۴۳][۱۸۱][۱۸۷][۱۸۹][۱۹۰]
- RPS6KB1[۳۸][۱۶۸][۱۷۰][۱۷۱][۱۷۲][۱۸۶][۱۸۹][۱۹۵][۱۹۶][۱۹۷][۱۹۸][۱۹۹][۲۰۰][۲۰۱][۲۰۲]
- STAT1[۲۰۳]
- STAT3[۲۰۴][۲۰۵]
- Two-pore channels: TPCN1؛ TPCN2[۲۰۶]
- UBQLN1[۲۰۷]

## برای مطالعهٔ بیشتر
- Saxton RA, Sabatini DM (March 2017). "mTOR Signaling in Growth, Metabolism, and Disease". Cell. 168 (6): 960–976. doi:10.1016/j.cell.2017.02.004. PMC 5394987. PMID 28283069.